# Nyizsnyij Caszucsej
Nyizsnyij Caszucsej (oroszul: Нижний Цасучей) falu Oroszország ázsiai részén, a Bajkálontúli határterületen, a Ononi járás székhelye.

## Elhelyezkedése
Az Onon jobb partján, Csitától 245 km-re délkeletre, a mongol határ közelében helyezkedik el. Aginszkojetól (az A-350 jelű autóúttól) 80 km-re, Olovjannaja vasútállomásától 50 km-re fekszik.

## Története
A mai falu helyén 1727-től határvédelmi őrhely volt. A település 1941-ben lett az akkor kialakított azonos nevű járás székhelye. 1987-ben a közelben hozták létre a Dauriai Természetvédelmi Területet, melynek központját a faluban helyezték el.

## Népessége
- 1989-ben 3380 fő
- 2002-ben 3427 fő[1]
- 2010-ben 3363 fő volt.[2]